# Res a perdre
Res a perdre (títol original en francès, Rien à perdre) és una pel·lícula dramàtica del 2023 escrita i dirigida per Delphine Deloget.Rien à perdre És protagonitzada per Virginie Efira com una mare per recuperar el seu fill Sofiane, ingressat en una residència després de patir un accident mentre ella treballava. S'ha doblat al català.
Es va estrenar mundialment a la secció Un certain regard del 76è Festival de Cinema de Canes el 25 de maig de 2023. Es va començar a distribuir a França el 22 de novembre de 2023 a càrrec d'Ad Vitam.
El rodatge principal va començar el 17 de gener de 2022, i va tenir lloc a Brest i els seus voltants. Va acabar el 4 de març de 2022. Guillaume Schiffman va ser-ne el director de fotografia.